# ترمس رنگارنگ
ترمس رنگارنگ (نام علمی: Lupinus variicolor) (ترمس گونه‌گون، ترمس چندرنگ، ترمس گونه‌گون لیندلی یا لوپین رنگارنگ) درختچه‌ای از سردهٔ ترمس (Lupinus) است.